# 홍지네고사리

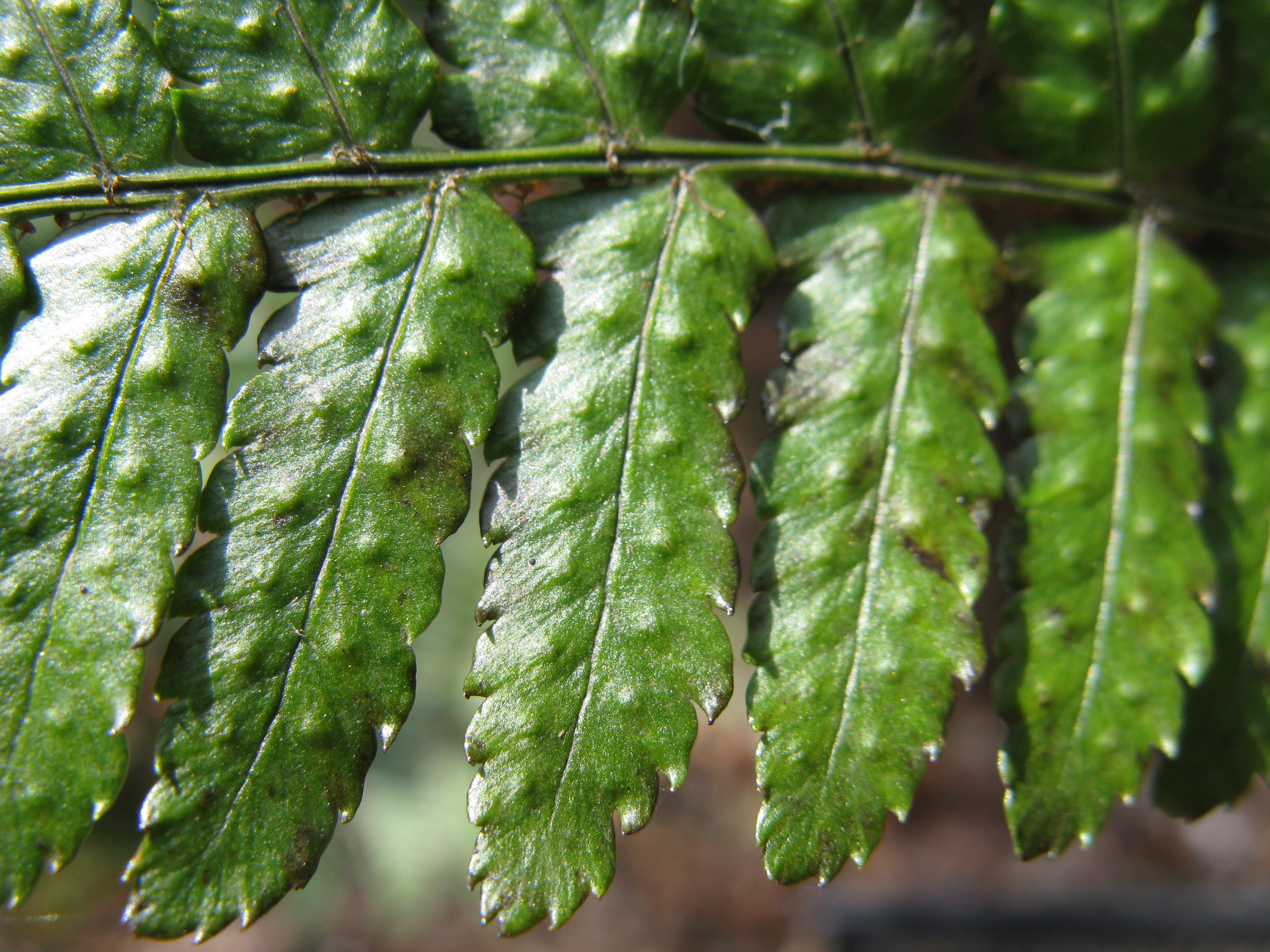

홍지네고사리(Dryopteris erythrosora, autumn fern, Japanese wood fern, copper shield fern)는 면마과에 속하는 식물이다. 2회 깃꼴 겹잎이 다발로 나며, 잎은 윤이 나는 딱딱한 혁질인데, 아래쪽 잎조각의 제 1 작은잎조각은 그 크기가 매우 작다. 우축(羽軸) 위에는 흑갈색의 가는 비늘조각과 작고 둥근 비늘조각이 있으며, 포막은 둥근 형태로 늘어나 있다.